# 옥룡동
옥룡동(玉龍洞)은 대한민국 충청남도 공주시의 동이다.

## 개요
옥룡동은 용못이 있어서 ‘옥룡골’이라 불린데서 유래되었다. 옥룡동은 백제시대에는 웅천에 속하였고 신라시대에는 웅주에 속하였으며 고려시대에는 공주목에 속했다. 조선시대에는 공주군 동부면의 지역으로서 소학동 쪽으로 용못이 있었으므로 옥룡골이라 불렸다. 1914년 행정구역 개편에 따라 옥룡리라 하였고 1931년에는 공주읍에 편입하고 일본식으로 옥룡정이라 했다가 1947년 우리식으로 개명하여 옥룡동이라 개명하였다.

## 행정 구역
- 옥룡동
- 신기동
- 소학동
- 상왕동

## 사건사고
공주 연쇄 살인사건의 범인 강창구가 살았다.